# Rdzawoporka kosmata

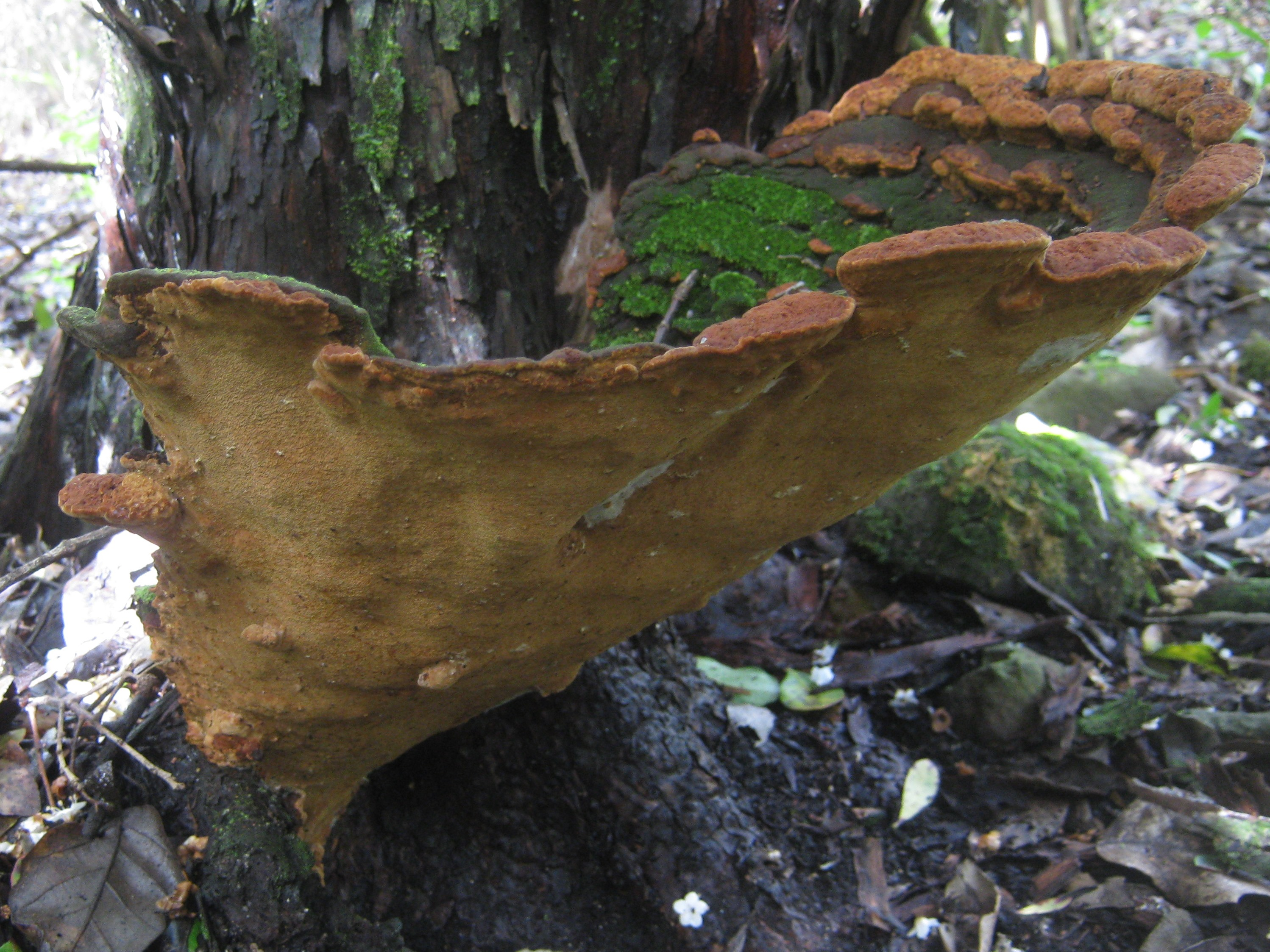

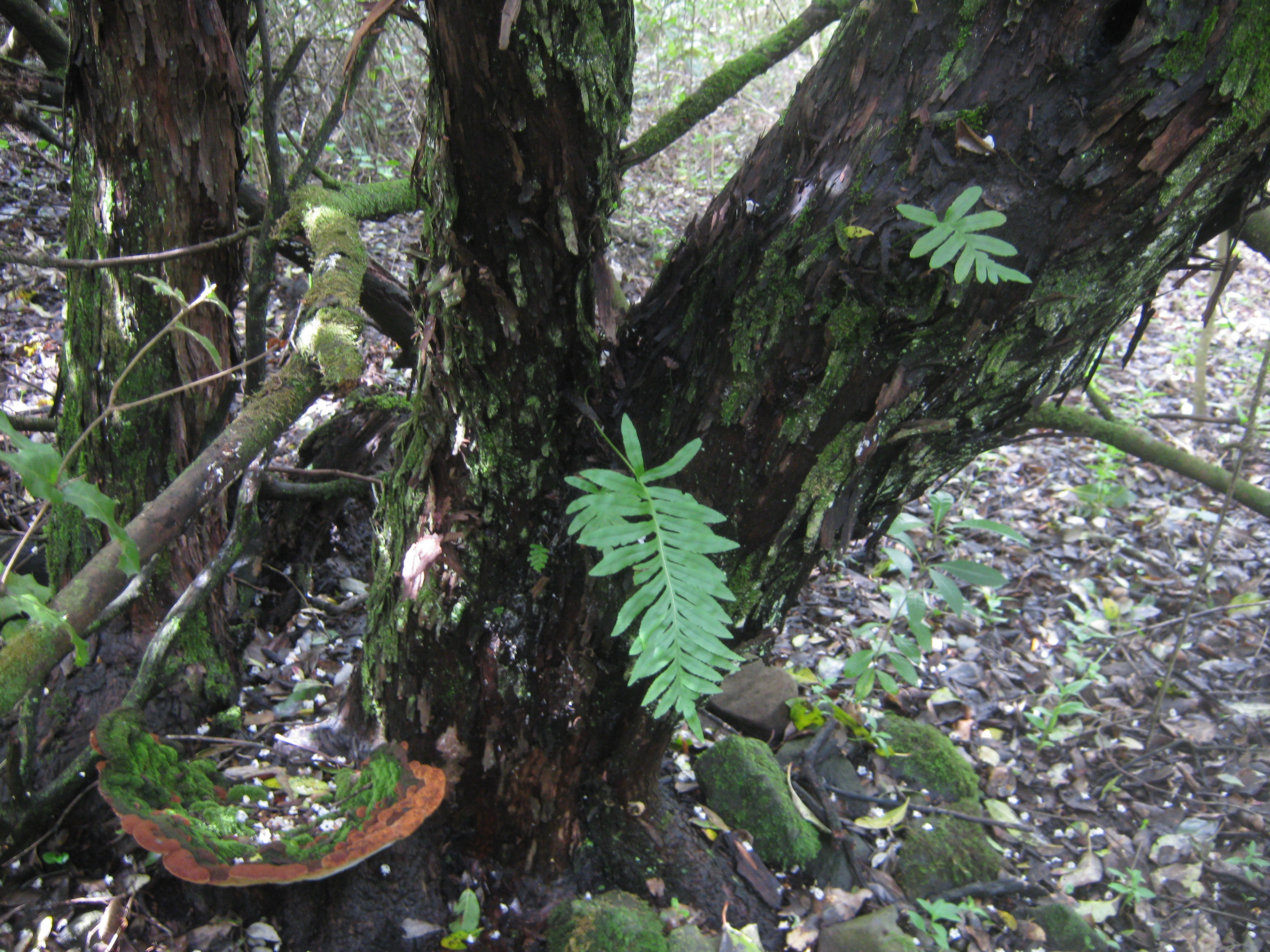

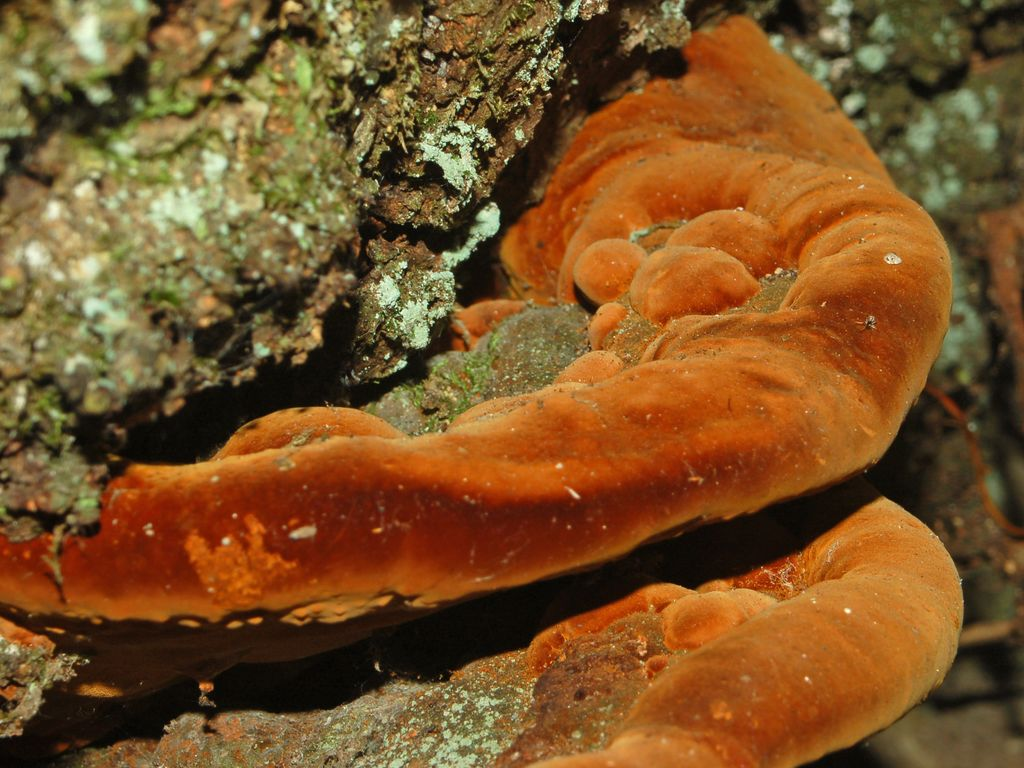

Rdzawoporka kosmata, czyreń kosmaty (Fuscoporia torulosa (Pers.) T. Wagner & M. Fisch.) – gatunek grzybów z rodziny szczeciniakowatych (Hymenochaetaceae).

## Systematyka i nazewnictwo
Pozycja w klasyfikacji według Index Fungorum: Fuscoporia, Hymenochaetaceae, Hymenochaetales, Incertae sedis, Agaricomycetes, Agaricomycotina, Basidiomycota, Fungi.
Po raz pierwszy opisał go w 1818 r. Christiaan Hendrik Persoon, nadając mu nazwę Boletus torulosus. Potem zaliczany był do różnych rodzajów. Obecną nazwę, uznaną przez Index Fungorum, nadali mu T. Wagner i M. Fisch. w 2001 r.
Ma 28 synonimów. Niektóre z nich:
- Mucronoporus torulosus (Pers.) Zmitr., Malysheva & Spirin 2006
- Phellinus torulosus (Pers.) Bourdot & Galzin 1925
- Polyporus assimilis Velen. 1922[2].

W 1967 r. Stanisław Domański nadał mu polską nazwę czyreń kosmaty. Wówczas gatunek ten zaliczany był do rodzaju Phellinus (czyreń), po przeniesieniu do rodzaju Fuscoporia nazwa stała się niespójną z nazwą naukową. W 2021 r. Komisja ds. Polskiego Nazewnictwa Grzybów zarekomendowała nazwę rdzawoporka kosmata.

## Morfologia
Owocnik
Wieloletni, siedzący, na przekroju pionowym trójkątny z górną powierzchnią poziomą i powierzchnią porów pod kątem około 45 stopni, o szerokości do 46 cm, głębokości 28 cm i grubości 11 cm. Spotykane są także owocniki rozpostarte. Brzeg tępy, zaokrąglony, o grubości do 2 cm. Górna powierzchnia płowożółta do blado brązowej, naga do drobno owłosionej lub lekko łuseczkowata, w starszych częściach czerniejąca, bruzdowana. Powierzchnia porów żółtobrunatna, gładka, pory 5–7 na mm, zaokrąglone, z grubymi, całymi przegrodami. Kontekst o grubości do 11 cm, żółtawobrązowy, w roztworze KOH czarny, słabo strefowy, twardy i zdrewniały, z jedną lub kilkoma cienkimi, czarnymi warstwami, które pojawiają się jako cienkie czarne linie na przeciętych lub uszkodzonych powierzchniach pionowych. Warstwy rurek wyraźnie rozwarstwione, zdrewniałe, nieco jaśniejsze niż kontekst.
Cechy mikroskopijne
System strzępkowy dimityczny. Strzępki generatywne kontekstu o średnicy 2,5–4 µm, cienkościenne, szkliste do bladożółtawych, septowane. Strzępki szkieletowe kontekstu średnio grubościenne, w KOH jasno żółtawobrązowe, rzadko rozgałęzione, o średnicy 3–5 µm, septowane, strzępki tramy podobne. Szczecinki rzadkie, o wymiarach 20–50 × 6–11 µm, o kształcie od brzuchatych do szydłowatych, grubościenne, w KOH żółtobrązowe, wystające 10–20 µm. Podstawki maczugowate, 4-sterygmowe, 14–16 × 5–6 µm, ze sprzążką bazalną. Bazydiospory jajowate do elipsoidalnych, szkliste, gładkie, nieamyloidalne, 4–6 × 3–4 µm.
Gatunki podobne
Charakterystycznymi cechami rdzawporki kosmatej są dość duże szczeciny i wieloletnie, zdrewniałe, rdzawobrązowe owocniki. Podobny jest czyreń ogniowy (Phellinus ignarius), ale ma nagą górną powierzchnię owocnika i barwę od szarej do czarnej.

## Występowanie i siedlisko
Występuje na niektórych wyspach i na wszystkich kontynentach poza Antarktydą. W Polsce Władysław Wojewoda w 2003 r. przytoczył 3 stanowiska. Znajduje się na Czerwonej liście roślin i grzybów Polski. Ma status E – gatunek wymierający, którego przeżycie jest mało prawdopodobne, jeśli nadal będą działać czynniki zagrożenia.
Grzyb nadrzewny występujący w lasach. W Polsce notowany na martwych, ale jeszcze stojących pniach dębu (Quercus). Występuje jednak na wielu gatunkach drzew i krzewów, zarówno liściastych, jak iglastych. Owocniki rozwijają się na wysokości gruntu u podstawy pnia lub na odsłoniętych korzeniach, a górna ich powierzchnia jest często pokryta mchami i porostami. Powoduje białą zgniliznę drewna.